# 范懋
范懋（？年—？年），號少和，直隷易州廣昌縣人，由監生加捐知縣分發四川補用，同治元年題補資陽縣知縣，奉部核准未到任卽丁生母艱，服闋仍歸原省補用，九年代辦崇寧縣印務，十一年委署珙縣知縣，十二年題補岳池縣知縣，因防勦滇省𤞑匪案內蒙成都將軍魁總督部堂吳保奏著以知州在任候陞，光緖元年二月任四川順慶府岳池縣知縣。是一位政治人物，明清時曾在四川順慶府岳池縣（位於今四川東北部，武周萬歲通天二年分南充、相如二縣置，是一個千年古縣）擔任官吏。